# Hippotis subelongata
Hippotis subelongata är en måreväxtart som beskrevs av Julian Alfred Steyermark. Hippotis subelongata ingår i släktet Hippotis och familjen måreväxter.
Artens utbredningsområde är Peru. Inga underarter finns listade i Catalogue of Life.